# Parte Zaharra

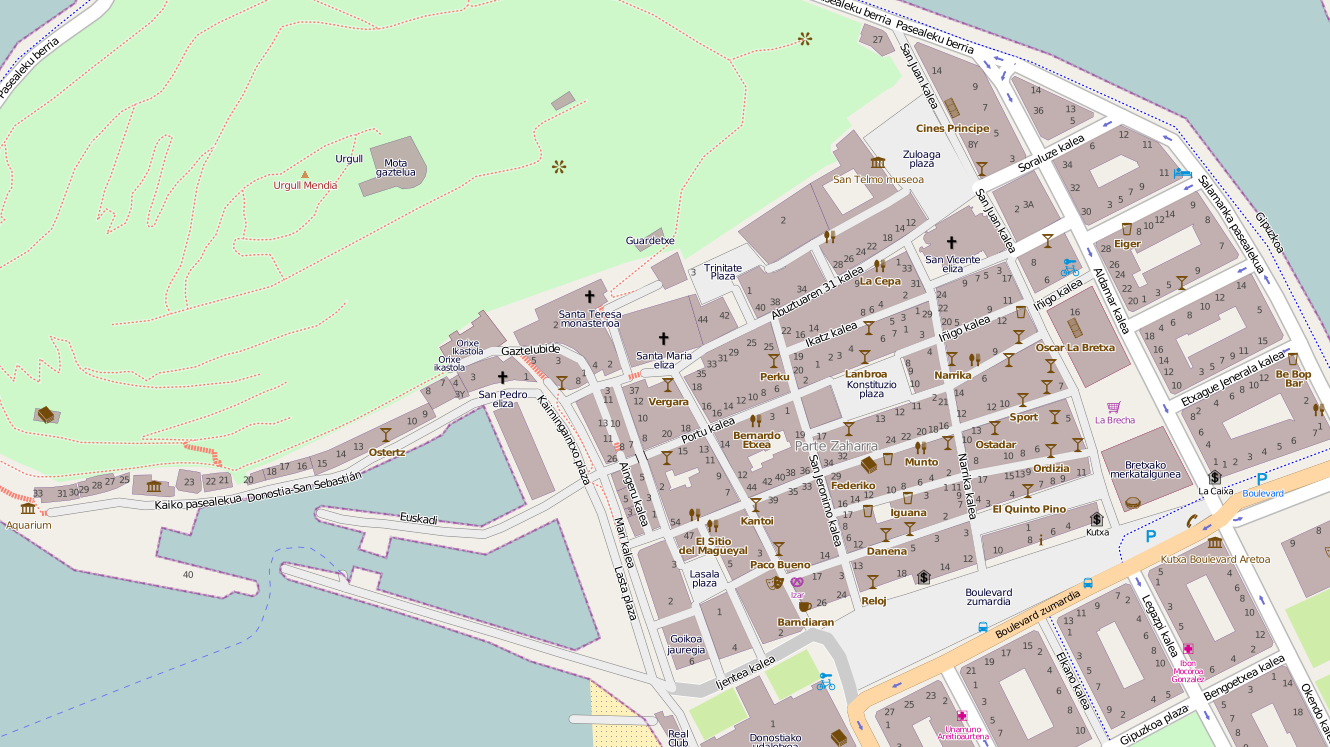
Localització de Parte Zaharra

Parte Zaharra o Alde Zaharra (en castellà Parte Vieja) és una barriada de Sant Sebastià inclosa en el barri d'Erdialdea. Correspon amb l'antiga ciutat emmurallada.

## Situació
Està situat als peus de la muntanya Urgull i comprèn el port de Sant Sebastià.

## Història
Aquest va ser el Sant Sebastià urbana des de la fundació de la vila a la fi del segle xii fins a l'enderrocament de les muralles en 1863. De les antigues muralles persisteix alguna resta a la zona del port (incloent un dels antics portals anomenat Portaletas). No obstant això el traçat del barri és relativament recent, ja que es remunta al primer terç del segle xix. Això es deu al fet que la ciutat va ser gairebé totalment destruïda per l'incendi i saqueig provocat per les tropes anglo-portugueses durant l'alliberament de la ciutat el 31 d'agost de 1813, a les acaballes de la Guerra del Francès. De l'incendi es van salvar solament una illa de cases al carrer de "la Trinidad" (més tard rebatejada com 31 d'Agost), on s'allotjaven els oficials anglesos i portuguesos; i els edificis religiosos que tenia llavors la ciutat; la Basílica de Santa María del Corazón (s.XVIII), l'Església de San Vicente (S.XVI) i el Convent de San Telmo (s.XVI) (integrat actualment dins del Museu de San Telmo).
Destruïda la ciutat, es reedificà en els 36 anys següents, sorgint així l'actual Part Vella. El 22 d'abril de 1863 s'autoritza l'enderrocament de les muralles segons Reial Ordre en la qual la ciutat deixa de ser plaça de guerra. En aquest moment Sant Sebastià tenia uns 15.000 habitants, dels quals uns 10.000 vivien en el recinte emmurallat de la Part Vella, d'unes 10 hectàrees de superfície.

## Personatges il·lustres
- Bilintx (1831-1876), bertsolari i poeta
- Serafín Baroja (1840-1912), gramàtic.
- Marcelino Soroa y Lasa (1848-1902) escriptor en basc.
- Toribio Alzaga (1861-1941), autor de teatre en basc.
- Mikel Laboa (1934-2008), músic i cantant.
- Joxe Austin Arrieta (1948), lingüista.
- Jose Ignazio Ansorena (1953), Mixki, Mirri i Piter txistulari i showman.
- Eneko Olasagasti (1960), actor.
- Ekaitz Saies (1982), piragüista.

## Galeria d'imatges

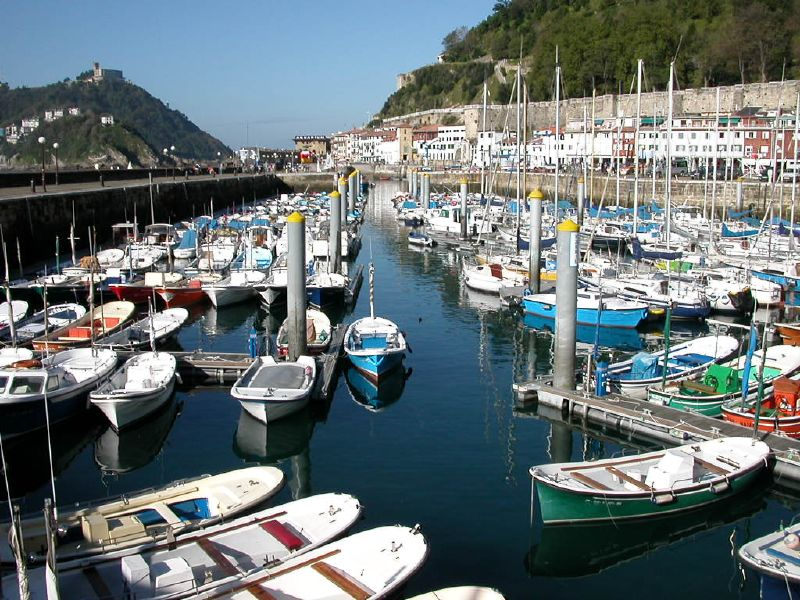
Port de Sant Sebastià, al peu de l'Urgull.
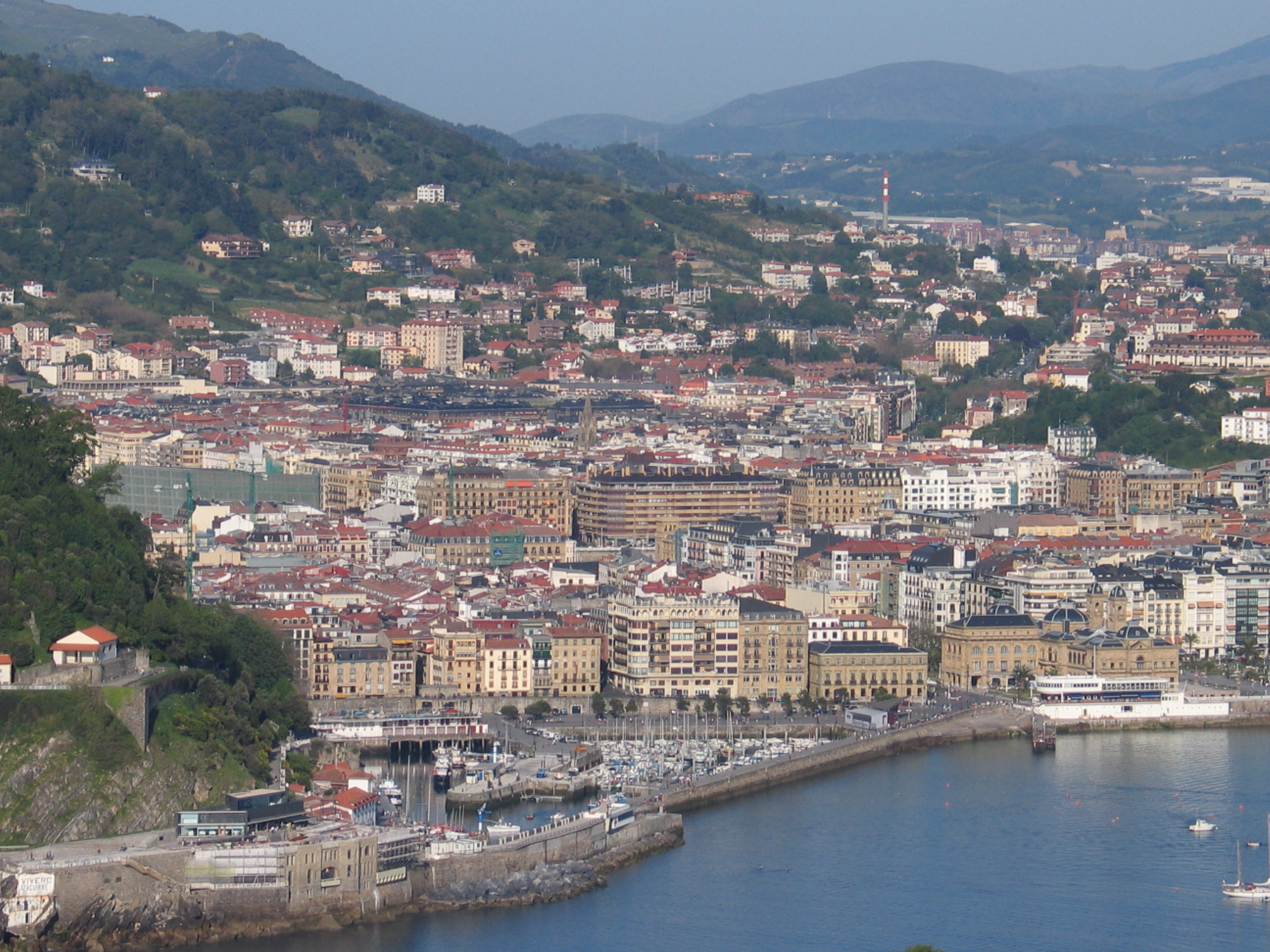
Parte Zaharra.
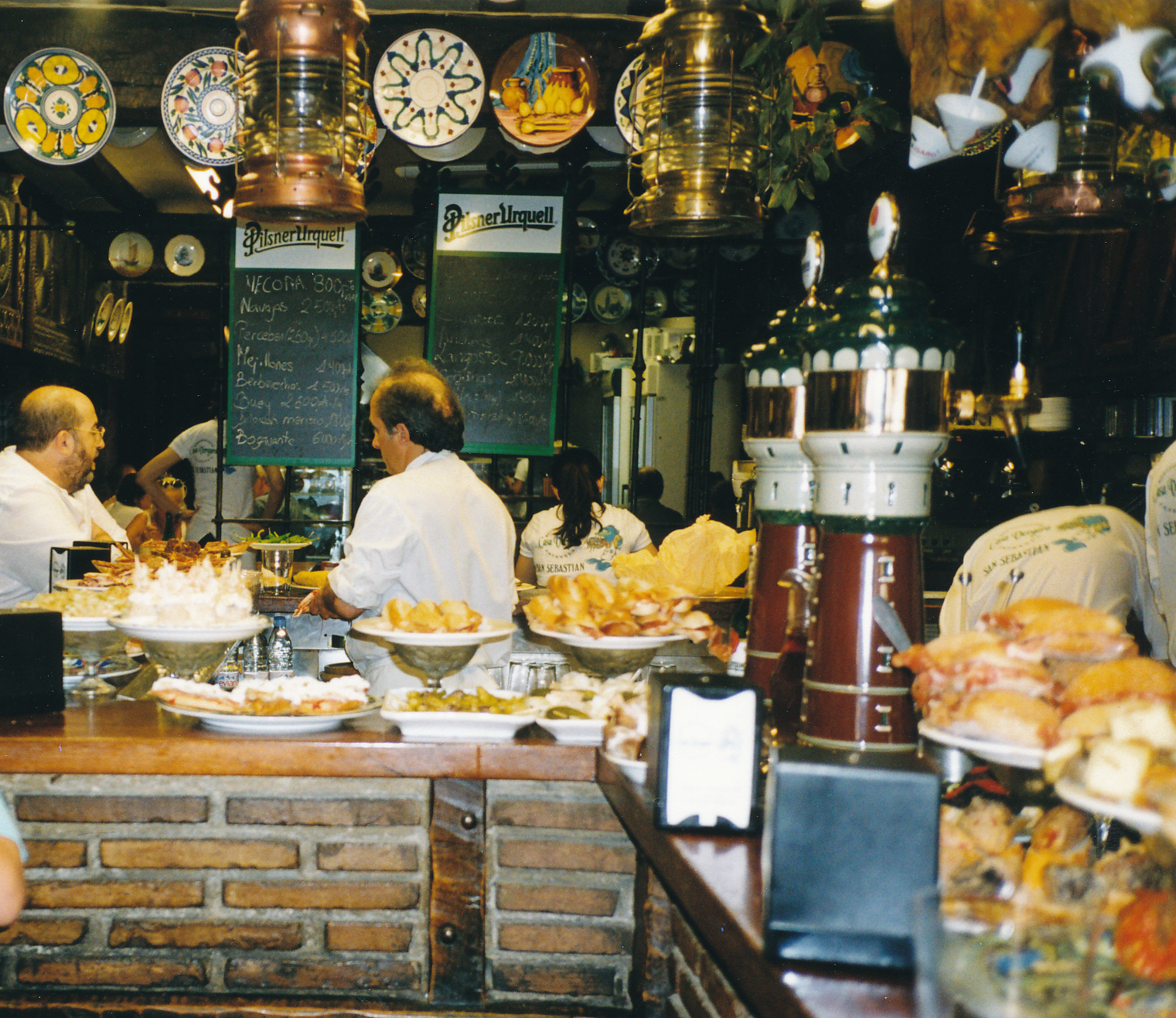
Taberna de pintxos
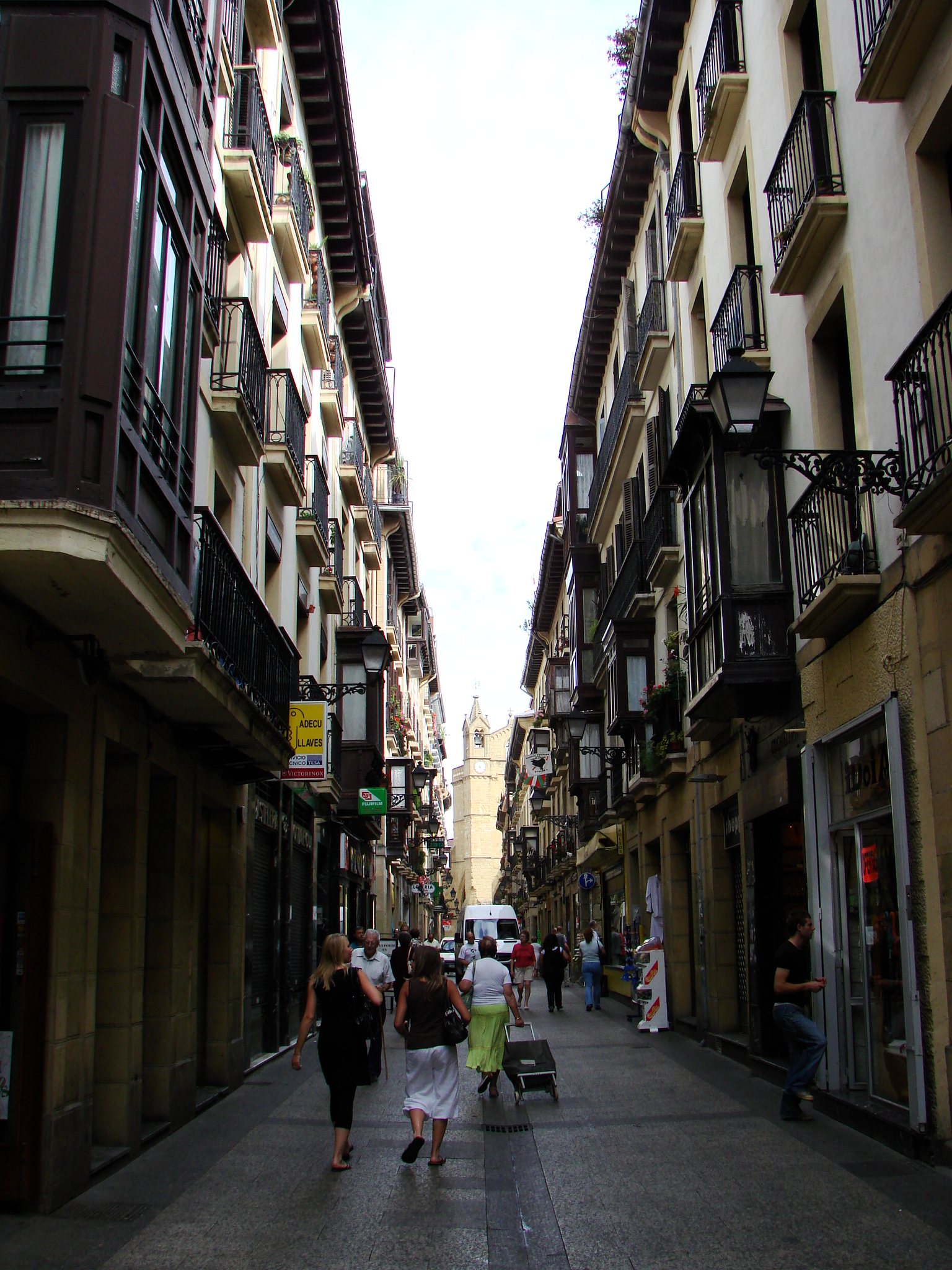
Carrer Narrika
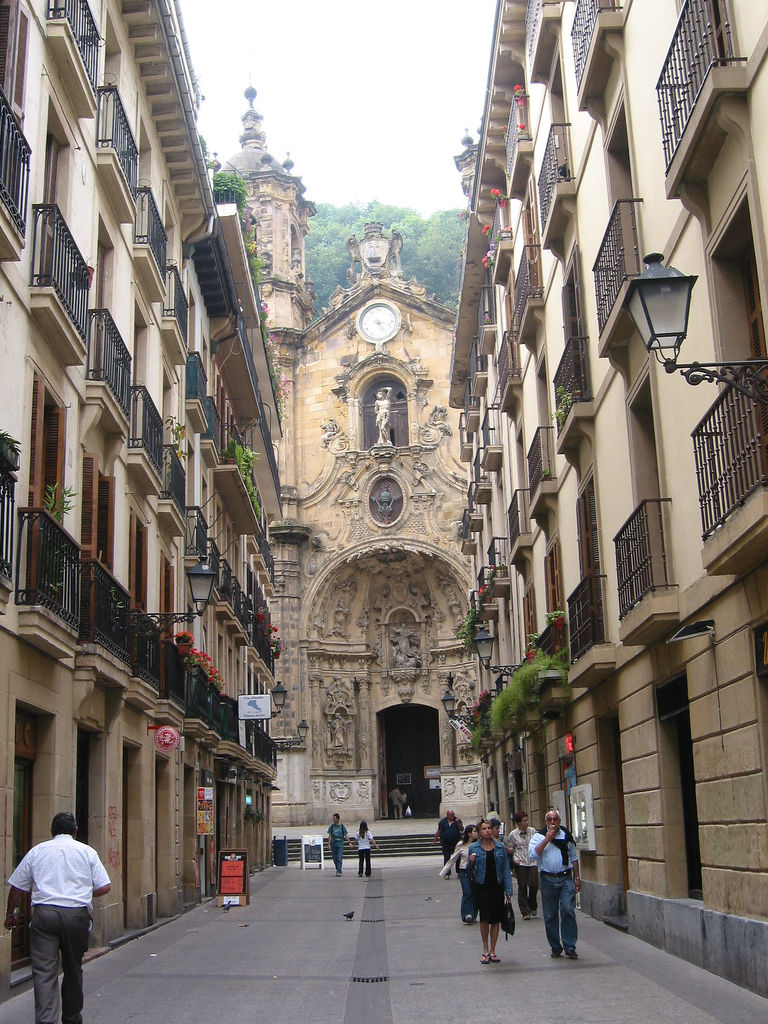
Basílica de Santa María
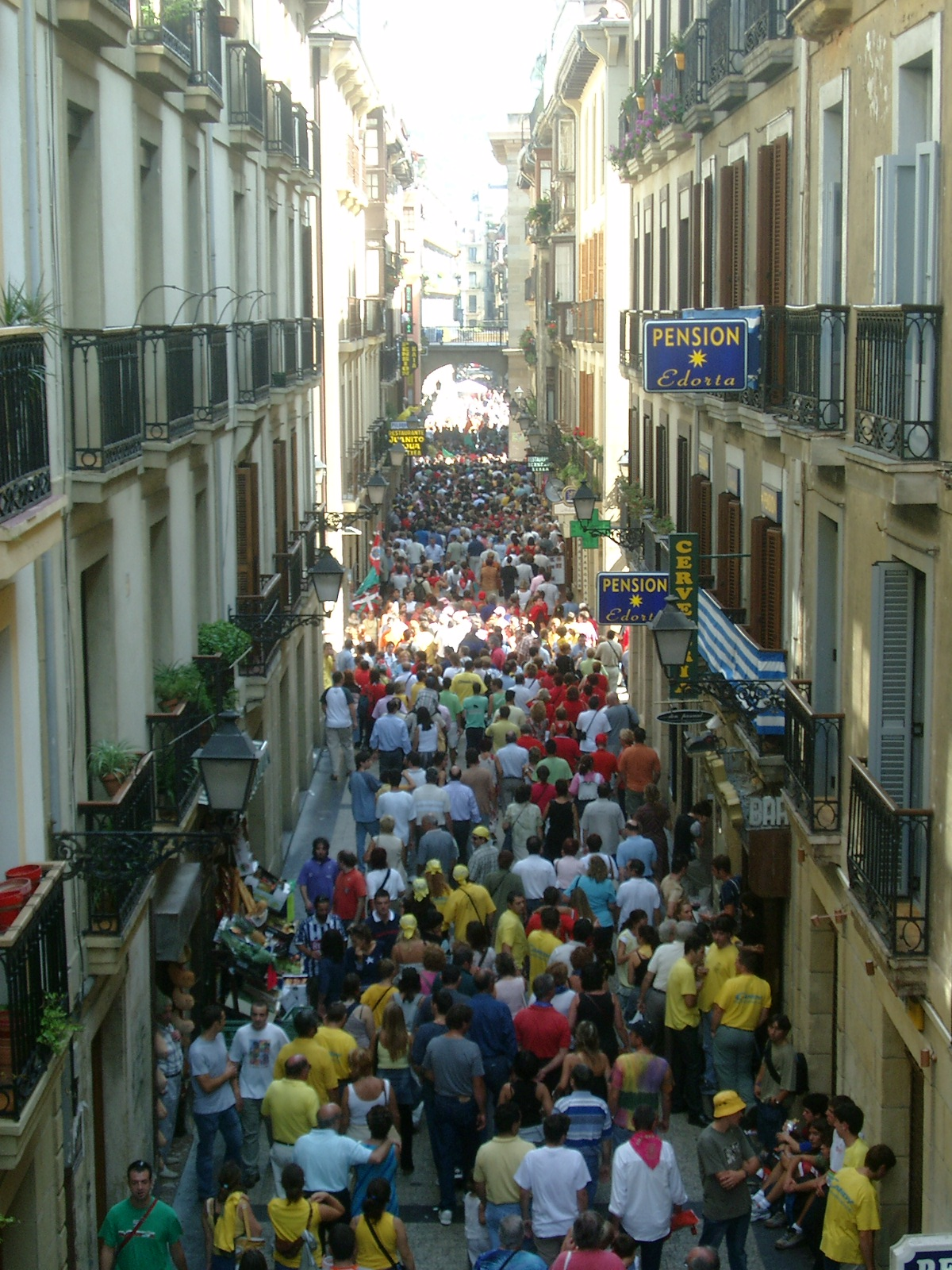
Carrer del Port